# Polymita steenbokensis
Polymita steenbokensis är en isörtsväxtart som beskrevs av H.E.K. Hartmann. Polymita steenbokensis ingår i släktet Polymita och familjen isörtsväxter. Inga underarter finns listade i Catalogue of Life.